# Torniella
Torniella is een plaats (frazione) in de Italiaanse gemeente Roccastrada.